# Badia de Nodales
La badia de Nodales és un cos d'aigua a la costa centre-nord de la província de Santa Cruz (Argentina). Es troba aproximadament a 30 km en línia recta al sud de la ciutat de Puerto Deseado, immediatament al sud de la badia de l'Ós Marí. Aquest accident geogràfic va ser descobert pels germans Nodales, expedicionaris espanyols que el van albirar el dia 8 de gener de 1619.
Es tracta d'una àmplia badia que té com a límit nord Punta Pozos, i com a límit sud Punta Medanosa (també anomenada Punta Vaixell). Es caracteritza per la presència d'afloraments porfírics de la formació Badia Laura en diversos punts de la seva extensió costanera. Aquests s'alternen amb mantells medanosos, especialment a la part nord (Illa Lobos) i sud (Punta Medanosa). A la part sud, abans que comenci la punta Medanosa existeix un aiguamoll anomenat Ensenada Ferrer.
La costa de la badia està formada per nombrosos graons constituïts per successius cordons de platja de còdols amb barreges de terregalls de conchilla. Per darrere dels plans superiors hi ha restes d'antigues terrasses marines més antigues, d'origen plistocènic.
Antigament existien diverses àrees de pinnípedes, encara que aquestes han desaparegut a causa de la caça indiscriminada a la qual van ser sotmesos durant el segle xix i fins a mitjan xx. En les seves costes s'han produït encallaments i enfonsaments de vaixells a principis del segle xx. També existeixen gran quantitat de jaciments arqueològics, encara que els mateixos es troben molt alterats per saquejos produïts per turistes.

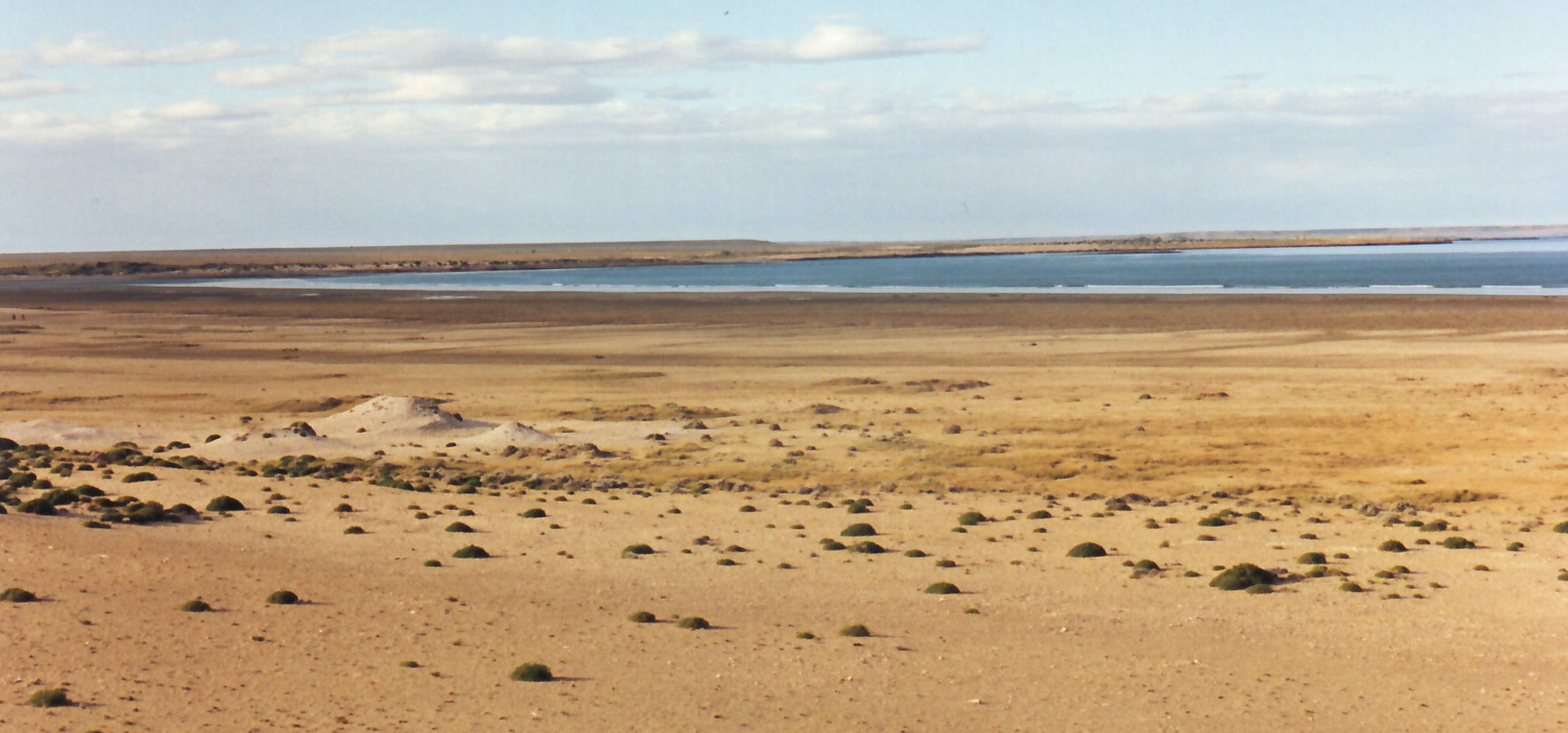
Vista de la platja de Punta Medanosa al sud de la badia de Nodales (foto de gener de 1999)
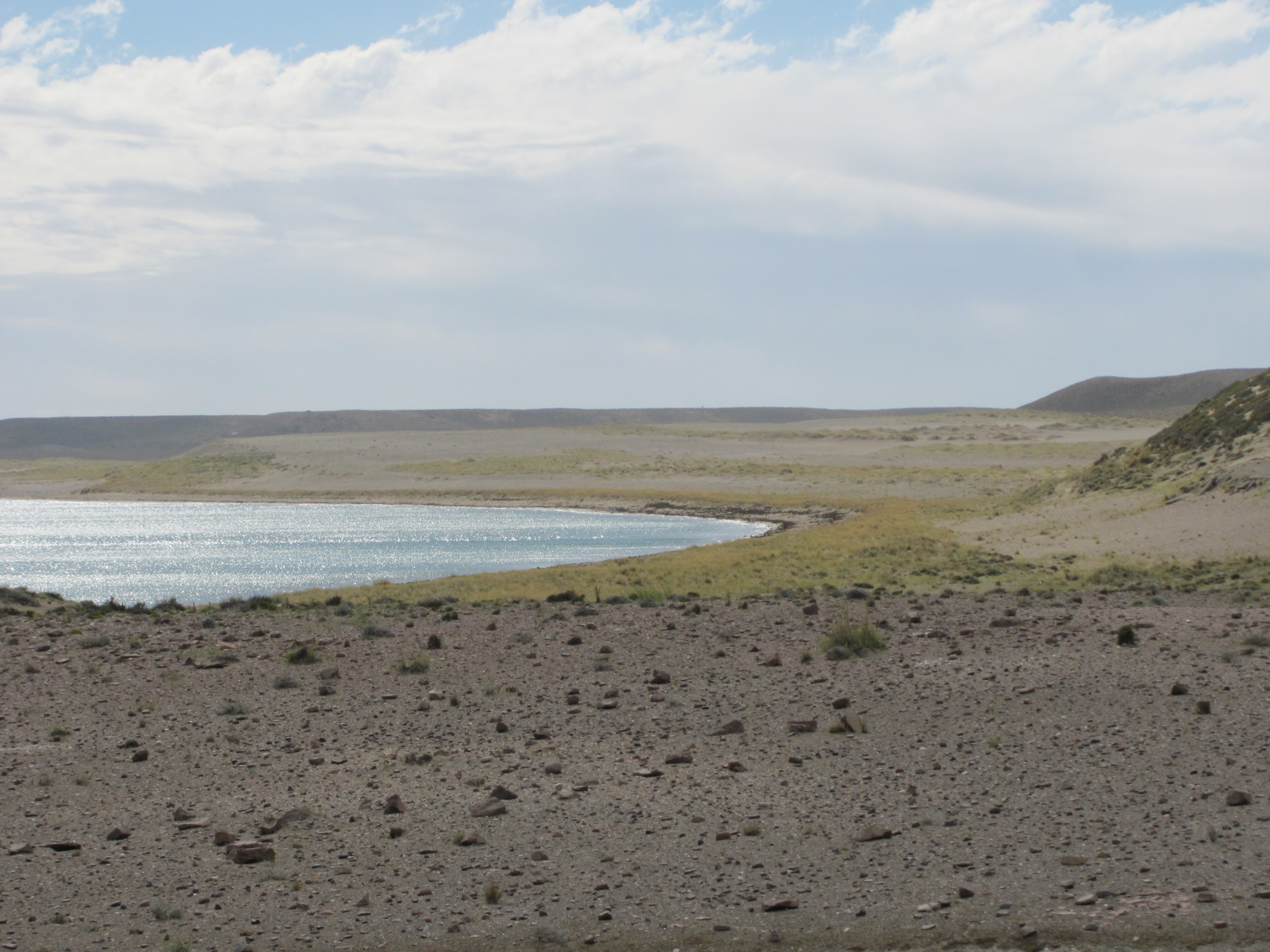
Vista cap al sud-oest de la platja de Badia dels Nodales a Illa Lobos